# مارکوس لوپز
مارکوس لوپز (اسپانیایی: Marcos López‎؛ زادهٔ ۴ فوریهٔ ۱۹۹۴) بازیکن فوتبال اهل مکزیک است.

## تیم ملی
وی همچنین در تیم ملی فوتبال پرو بازی کرده‌است.